# Streptanthus tortuosus
Streptanthus tortuosus är en korsblommig växtart som beskrevs av Albert Kellogg. Streptanthus tortuosus ingår i släktet Streptanthus och familjen korsblommiga växter. Inga underarter finns listade i Catalogue of Life.

## Bildgalleri

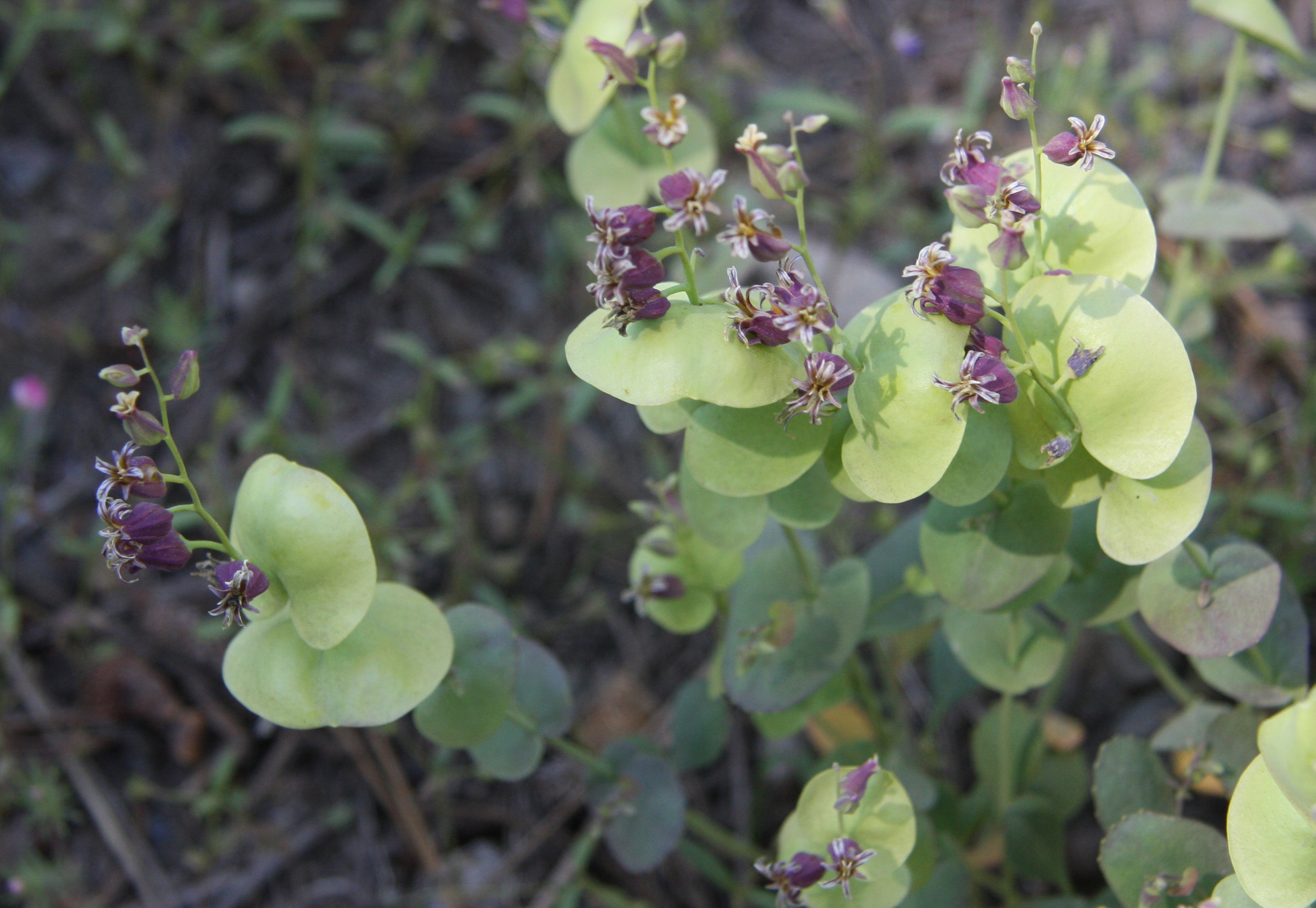
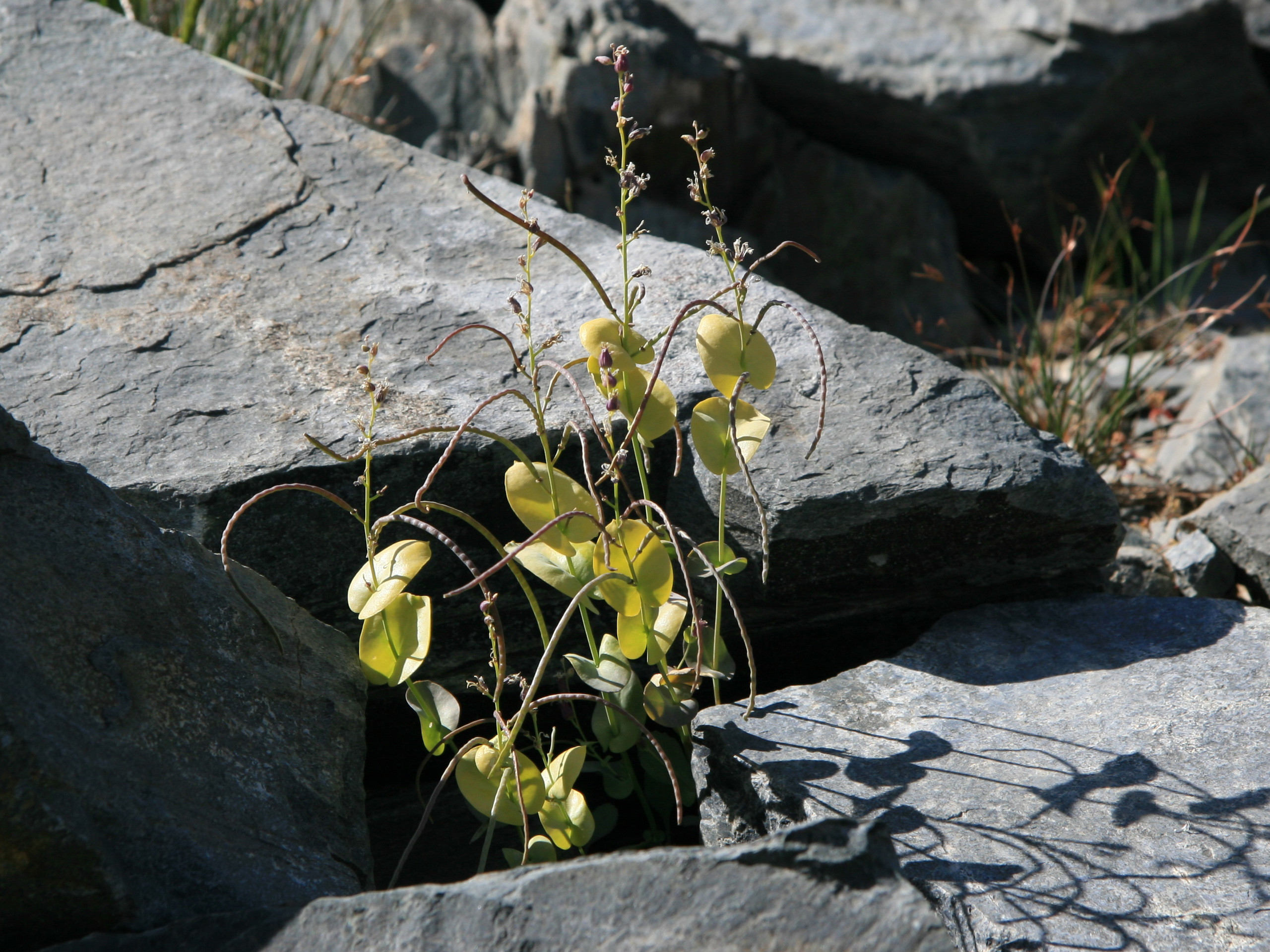